# Bloomingdale (Tennessee)
Bloomingdale es un lugar designado por el censo ubicado en el condado de Sullivan en el estado estadounidense de Tennessee. En el Censo de 2010 tenía una población de 9.888 habitantes y una densidad poblacional de 382,58 personas por km².

## Geografía
Bloomingdale se encuentra ubicado en las coordenadas 36°35′12″N 82°30′19″O / 36.58667, -82.50528. Según la Oficina del Censo de los Estados Unidos, Bloomingdale tiene una superficie total de 25.85 km², de la cual 25.85 km² corresponden a tierra firme y (0%) 0 km² es agua.

## Demografía
Según el censo de 2010, había 9.888 personas residiendo en Bloomingdale. La densidad de población era de 382,58 hab./km². De los 9.888 habitantes, Bloomingdale estaba compuesto por el 96.83% blancos, el 0.7% eran afroamericanos, el 0.31% eran amerindios, el 0.25% eran asiáticos, el 0% eran isleños del Pacífico, el 0.59% eran de otras razas y el 1.31% pertenecían a dos o más razas. Del total de la población el 1.28% eran hispanos o latinos de cualquier raza.